# Nordische Skiweltmeisterschaften 1987/Nordische Kombination Männer
Bei den Nordischen Skiweltmeisterschaften 1987, die in Oberstdorf, Bundesrepublik Deutschland, ausgetragen wurden, gab es wieder zwei Wettbewerbe in der Nordischen Kombination.

## Wettbewerbe
Im WM-Programm gab es keine Änderungen gegenüber den vorangegangenen Weltmeisterschaften in Seefeld. Fest zum Wettbewerbsangebot gehörten jetzt der Einzel- und der Teamwettbewerb. In beiden Disziplinen kam die Gundersen-Methode zur Anwendung. Dabei gehen die Sportler mit den aus dem Springen berechneten Zeitabständen in den Langlauf, sodass am Ende die Reihenfolge der Zielankünfte aus dem Lauf auch die Gesamtplatzierung darstellt. Entwickelt wurde sie von dem bei den Weltmeisterschaften 1954 zweitplatzierten und 1958 drittplatzierten Norweger Gunder Gundersen.
Der Einzelwettbewerb begann wie üblich mit dem Springen (Normalschanze K-90), bei dem jeder Teilnehmer drei Sprünge hatte, von denen die beiden besten gewertet wurden. Am darauffolgenden Tag gab es ein Langlaufrennen über fünfzehn Kilometer.
Auch im Teamwettbewerb mit drei Teilnehmern wurde zunächst das Springen ausgetragen. Hier hatte jeder Teilnehmer zwei Sprünge, die beide gewertet wurden. Anschließend gab es mit den drei Teilnehmern aus dem Springen eine Langlaufstaffel über 3-mal 10 Kilometer.

## Sportliche Erfolge
Die besten Mannschaften waren wie bei den letzten Weltmeisterschaften Norwegen und die Bundesrepublik Deutschland. Der Norweger Torbjørn Løkken gewann die Einzelwertung vor seinem Landsmann Trond-Arne Bredesen. Bronze ging an den bundesdeutschen Titelverteidiger Hermann Weinbuch. Im Teamwettbewerb verteidigte BR Deutschland seinen Titel. Silber errang Norwegen. Die einzige Medaille, die nicht an Norwegen oder die Bundesrepublik Deutschland ging, gewann die Sowjetunion, für die es Bronze im Mannschaftswettbewerb gab. Auch im Einzelwettbewerb war der sowjetische Athlet Allar Levandi als Vierter der beste Kombinierer, der nicht aus Norwegen oder BR Deutschland kam.

## Doping
In Oberstdorf gab es einen Dopingfall. Der US-Amerikaner Kerry Lynch, zunächst Zweiter der Nordischen Kombination, wurde später nach einer positiven Dopingprobe disqualifiziert. Davon betroffen war auch das zunächst siebtplatzierte US-Team, das aufgrund des gedopten Kerry Lynch disqualifiziert wurde.

## Legende
Kurze Übersicht zur Bedeutung der Symbolik – so üblicherweise auch in sonstigen Veröffentlichungen verwendet:
| DNF | Wettkampf nicht beendet (did not finish) |
| DNS | nicht am Start (did not start)           |
| DOP | wegen Dopingvergehens disqualifiziert    |

## Medaillenspiegel
| Platz | Nation         | Gold | Silber | Bronze | Gesamt |
| ----- | -------------- | ---- | ------ | ------ | ------ |
| 1     | Norwegen       | 1    | 2      | 0      | 3      |
| 2     | BR Deutschland | 1    | 0      | 1      | 2      |
| 3     | Sowjetunion    | 0    | 0      | 1      | 1      |

| Platz | Sportler            | Gold | Silber | Bronze | Gesamt |
| ----- | ------------------- | ---- | ------ | ------ | ------ |
| 1     | Torbjørn Løkken     | 1    | 1      | 0      | 2      |
| 2     | Hermann Weinbuch    | 1    | 0      | 1      | 2      |
| 3     | Thomas Müller       | 1    | 0      | 0      | 1      |
| 3     | Hans-Peter Pohl     | 1    | 0      | 0      | 1      |
| 5     | Trond-Arne Bredesen | 0    | 2      | 0      | 2      |
| 6     | Hallstein Bøgseth   | 0    | 1      | 0      | 1      |
| 6     | Torbjørn Løkken     | 1    | 1      | 0      | 2      |
| 8     | Andrei Dundukow     | 0    | 0      | 1      | 1      |
| 8     | Allar Levandi       | 0    | 0      | 1      | 1      |
| 8     | Sergei Tscherwjakow | 0    | 0      | 1      | 1      |

## Resultate

### Einzel (Normalschanze/15 km)
Olympiasieger 1984:  Tom Sandberg
Weltmeister 1985:  Hermann Weinbuch
Datum:
Springen: 13. Februar 1987
Langlauf: 14. Februar 1987
Teilnehmer: 46 gestartet; 40 gewertet;
Der US-Amerikaner Kerry Lynch war zunächst Zweiter geworden, wurde später aber nach einer positiven Dopingprobe disqualifiziert. Auch seine in der Teamwertung ursprünglich siebtplatzierte Mannschaft, in der Kerry Lynch eingesetzt worden war, wurde disqualifiziert.
| Platz | Sportler            | Land             | Springen  | Springen    | Springen | Springen | Springen         | Langlauf   | Langlauf              | Langlauf | Langlauf | Punkte Gesamt |
| Platz | Sportler            | Land             | Start Nr. | Weiten [m]  | Punkte   | Rang     | Startdiff. [min] | Zeit [min] | Zeit Diff. Ziel [min] | Punkte   | Rang     | Punkte Gesamt |
| ----- | ------------------- | ---------------- | --------- | ----------- | -------- | -------- | ---------------- | ---------- | --------------------- | -------- | -------- | ------------- |
| 1     | Torbjørn Løkken     | Norwegen         | 31        | 82,5 / 84,0 | 203,80   | 18       | 2:14,6           | 36:29,0    | 0:00,0                | 220,00   | 1        | 423,80        |
| 2     | Trond-Arne Bredesen | Norwegen         | 14        | 83,5 / 83,0 | 205,00   | 16       | 2:06,6           | 36:45,8    | 0:08,8                | 217,48   | 3        | 422,48        |
| 3     | Hermann Weinbuch    | BR Deutschland   | 35        | 84,5 / 85,5 | 215,60   | 4        | 0:56,0           | 38:03,4    | 0:15,8                | 205,84   | 15       | 421,44        |
| 4     | Allar Levandi       | Sowjetunion      | 43        | 83,0 / 83,0 | 201,50   | 21       | 2:30,0           | 36:37,1    | 0:24,1                | 218,78   | 2        | 420,28        |
| 5     | Klaus Sulzenbacher  | Österreich       | ?         | 83,5 / 83,5 | 208,00   | 14       | 1:46,6           | 37:23,9    | 0:26,9                | 211,76   | 8        | 419,76        |
| 6     | Hippolyt Kempf      | Schweiz          | 29        | 83,0 / 85,5 | 205,20   | 15       | 2:05,3           | 37:09,3    | 0:30,9                | 213,95   | 5        | 419,15        |
| 7     | Ján Klimko          | Tschechoslowakei | ?         | 86,5 / 86,5 | 210,90   | 9        | 1:27,3           | 37:56,7    | 0:40,4                | 206,84   | 13       | 417,74        |
| 8     | Hans-Peter Pohl     | BR Deutschland   | 30        | 87,0 / 87,0 | 224,00   | 1        | 0:00,0           | 39:27,0    | 0:43,4                | 193,30   | 33       | 417,30        |
| 9     | Thomas Prenzel      | DDR              | 41        | 86,5 / 86,0 | 218,40   | 2        | 0:37,3           | 38:55,3    | 0:49,0                | 198,35   | 26       | 416,45        |
| 10    | Thomas Müller       | BR Deutschland   | 20        | 81,5 / 81,5 | 199,90   | 22       | 2:40,6           | 37:04,1?   | 0:56,0?               | 214,73   | 4        | 414,63        |
| 11    | Wassili Sawin       | Sowjetunion      | 19        | 86,0 / 80,5 | 202,80   | 20       | 2:21,3           | 37:25,9    | 1:03,7                | 211,46   | 9        | 414,26        |
| 12    | Hallstein Bøgseth   | Norwegen         | 38        | 85,5 / 83,5 | 208,80   | 12       | 1:41,3           | 38:06,2    | 1:03,9                | 205,42   | 16       | 414,22        |
| 13    | Espen Andersen      | Norwegen         | 5         | 85,5 / 84,5 | 213,90   | 5        | 1:07,3           | 38:49,4    | 1:13,1                | 198,94   | 25       | 412,84        |
| 14    | Andrei Dundukow     | Sowjetunion      | 6         | 85,0 / 84,0 | 209,50   | 10       | 1:36,6           | 38:20,9    | 1:13,9                | 203,20   | 19       | 412,70        |
| 15    | Marko Frank         | DDR              | 23        | 85,5 / 84,5 | 209,40   | 11       | 1:37,3           | 38:39,0    | 1:32,7                | 200,50   | 23       | 409,90        |
| 16    | Jouko Parviainen    | Finnland         | 34        | 84,0 / 83,5 | 208,40   | 13       | 1:44,0           | 38:39,0    | 1:36,7                | 200,98   | 22       | 409,38        |
| 17    | Gian-Paolo Mosele   | Italien          | 39        | 80,5 / 81,5 | 193,60   | 24       | 3:22,6           | 37:13,8    | 1:52,9                | 213,28   | 6        | 408,98        |
| 18    | Günter Csar         | Österreich       | 32        | 84,5 / 86,0 | 211,20   | 8        | 1:25,3           | 39:13,1    | 1:54,8                | 195,38   | 31       | 406,58        |
| 19    | Sergej Tschervjakow | Sowjetunion      | 27        | 83,0 / 83,0 | 204,70   | 17       | 2:08,6           | 38:30,7    | 1:52,7                | 201,74   | 20       | 406,44        |
| 20    | Joe Holland         | USA              | ?         | 85,0 / 86,5 | 212,20   | 7        | 1:18,6           | 39:31,7    | 2:06,7                | 192,59   | 34       | 404,79        |
| 21    | Tadeusz Bafia       | Polen            | ?         | 83,0 / 85,5 | 203,50   | 19       | 2:16,6           | 38:55,8    | 2:29,0                | 197,98   | 27       | 401,48        |
| 22    | Frantisek Repka     | Tschechoslowakei | 16        | 80,0 / 80,5 | 185,50   | 30       | 4:16,6           | 37:21,2    | 2:54,3                | 212,17   | 7        | 397,67        |
| 23    | Dirk Kramer         | BR Deutschland   | ?         | 78,5 / 77,5 | 190,70   | 27       | 3:42,0           | 37:58,0    | 2:56,4                | 206,66   | 14       | 397,36        |
| 24    | Miroslav Kopal      | Tschechoslowakei | ?         | 78,5 / 81,0 | 188,80   | 28       | 3:54,            | 38:12,2    | 3:23,3                | 204,52   | 17       | 393,32        |
| 25    | Sami Leinonen       | Finnland         | 9         | 82,0 / 81,5 | 196,00   | 23       | 3:06,6           | 39:07,0    | 3:30,1                | 196,30   | 30       | 393,30        |
| 26    | Andreas Schaad      | Schweiz          | 11        | 78,0 / 79,0 | 178,60   | 36       | 5:02,6           | 37.48,9    | 4:08,0                | 208,01   | 11       | 386,61        |
| 27    | Masashi Abe         | Japan            | ?         | 78,5 / 76,0 | 179,10   | 34       | 4:59,3           | 38:40,0    | 4:55,7                | 200,35   | 24       | 379,45        |
| 28    | Kazuoki Kodama      | Japan            | ?         | 80,0 / 82,5 | 191,40   | 25       | 3:37,3           | 40:18,0    | 5:11,7                | 185,65   | 37       | 377,05        |
| 29    | Thomas Abratis      | DDR              | ?         | 78,5 / 79,5 | 185,20   | 31       | 4:18,6           | 39:36,9    | 5:12,0                | 191,81   | 36       | 377,01        |
| 30    | Pat Ahern           | USA              | ?         | 78,0 / 77,0 | 178,90   | 35       | 5:00,6           | 39:05,7    | 2:22,8                | 196,49   | 29       | 375,39        |
| 31    | Werner Schwarz      | Österreich       | 42        | 77,0 / 76,0 | 174,20   | 38       | 5:32,0           | 38:34,5    | 5:22,9                | 201,17   | 21       | 375,37        |
| 32    | Stefano Lunardi     | Italien          | 17        | 78,0 / 73,5 | 168,00   | 42       | 6:13,3           | 37:56,5    | 5:26,2                | 206,87   | 12       | 373,87        |
| 33    | Francesco Benetti   | Italien          | ?         | 74,5 / 73,0 | 162,10   | 45       | 6:52,6           | 37:26,0    | 5:35,2                | 211,42   | 10       | 373,52        |
| 34    | Stanisław Ustupski  | Polen            | ?         | 76,5 / 76,5 | 168,20   | 41       | 6:12,0           | 38:13,7    | 5:42,1                | 204,29   | 18       | 372,49        |
| 35    | Vladimir Repka      | Tschechoslowakei | ?         | 80,0 / 80,5 | 188,20   | 29       | 3:58,6           | 40.53,2    | 6:08,3                | 180,37   | 39       | 368,57        |
| 36    | Hideki Miyazaki     | Japan            | ?         | 76,5 / 77,5 | 174,00   | 39       | 5:33,3           | 39:22,4    | 6:12,1                | 194,14   | 32       | 368,14        |
| 37    | Jyri Pelkonen       | Finnland         | 2         | 73,5 / 79,0 | 165,10   | 44       | 6:32,6           | 38:59,5    | 6:48,7                | 197,42   | 28       | 362,52        |
| 38    | Jon Servold         | Kanada           | ?         | 74,5 / 76,5 | 167,50   | 43       | 6:16,6           | 39:32,3    | 7:05,4                | 192,50   | 35       | 360,00        |
| 39    | Günter Vettori      | Österreich       | 3         | 80,0 / 82,5 | 190,90   | 26       | 3:40,6           | 42:25,2    | 7:22,3                | 166,57   | 40       | 357,47        |
| 40    | Todd Wilson         | USA              | ?         | 76,0 / 76,5 | 171,40   | 40       | 5:50,6           | 40:34,1    | 7:41,2                | 183,23   | 38       | 354,63        |
| DNF   | Hubert Schwarz      | BR Deutschland   | 44        | 84,5 / 84,5 | 215,80   | 3        | 0:54,6           | DNF        | DNF                   | DNF      | DNF      | DNF           |
| DNF   | Jukka Ylipulli      | Finnland         | 26        | 85,0 / 85,0 | 213,90   | 5        | 1:07,3           | DNF        | DNF                   | DNF      | DNF      | DNF           |
| DNF   | Fredy Glanzmann     | Schweiz          | 37        | 78,5 / 80,0 | 185,00   | 32       | 4:20,0           | DNF        | DNF                   | DNF      | DNF      | DNF           |
| DNF   | Janusz Guńka        | Polen            | ?         | 77,5 / 80,0 | 177,50   | 37       | 5:07,3           | DNF        | DNF                   | DNF      | DNF      | DNF           |
| DNF   | Stefan Späni        | Schweiz          | ?         | 80,0 / 79,0 | 183,80   | 33       | 4:28,0           | DNS        | DNS                   | DNS      | DNS      | DNS           |
| DOP   | Kerry Lynch         | USA              | 25        | 86,5 / 84,5 | 212,50   | 7        | 1:16,6           | 37:34,0    | 0:07:0                | 210,25   | 11       | 422,75        |

### Team (Normalschanze K90/3 × 10 km)
Weltmeister 1984:  Norwegen (Geir Andersen, Hallstein Bøgseth, Tom Sandberg)

Weltmeister 1985:  BR Deutschland (Thomas Müller, Hubert Schwarz, Hermann Weinbuch)
Datum: 19. Februar 1987
Das zunächst siebtplatzierte US-Team wurde disqualifiziert, weil mit Kerry Lynch ein Mannschaftsmitglied positiv auf Blutdoping getestet wurde.
| Platz | Land             | Sportler                                              | Springen             | Springen    | Springen  | Springen         | Langlauf             | Langlauf            | Langlauf        | Punkte Teiln.        | Punkte Team |
| Platz | Land             | Sportler                                              | Punkte Teiln.        | Punkte Team | Rang Team | Start Diff [min] | Punkte Teiln.        | Zeit total Ziel [h] | Zeit Diff [min] | Punkte Teiln.        | Punkte Team |
| ----- | ---------------- | ----------------------------------------------------- | -------------------- | ----------- | --------- | ---------------- | -------------------- | ------------------- | --------------- | -------------------- | ----------- |
| 1     | BR Deutschland   | Hermann Weinbuch Hans-Peter Pohl Thomas Müller        | 198,60 227,20 211,70 | 637,5       | 1         | 0:00,0           | 220,00 195,14 209,30 | 1:24:39,8           | 0:00,0          | 418,60 422,34 421,00 | 1261,94     |
| 2     | Norwegen         | Hallstein Bøgseth Trond-Arne Bredesen Torbjørn Løkken | 204,30 200,60 207,40 | 612,3       | 2         | 2:06,0           | 202,62 209,54 214,52 | 1:26:04,6           | 1:24,7          | 406,92 416,14 421,92 | 1244,98     |
| 3     | Sowjetunion      | Sergei Tscherwjakow Andrei Dundukow Allar Levandi     | 193,90 198,30 207,40 | 593,6       | 4         | 3:39,5           | 210,80 212,44 213,86 | 1:26:45,5           | 2:03,6          | 404,70 410,74 421,26 | 1236,70     |
| 4     | Österreich       | Werner Schwarz Günter Csar Klaus Sulzenbacher         | 181,10 194,20 214,20 | 589,5       | 5         | 4:00,0           | 210,02 194,30 208,06 | 1:29:40,1           | 5:00,3          | 391,12 388,50 422,26 | 1201,88     |
| 5     | Schweiz          | Hippolyt Kempf Andreas Schaad Fredy Glanzmann         | 190,80 175,10 177,90 | 543,0       | 8         | 7:48,5           | 214,12 220,00        | 1:29:59,4           | 5:19,5          | 404,92 395,10 397,90 | 1197,92     |
| 6     | DDR              | Thomas Prenzel Thomas Abratis Marko Frank             | 215,60 183,30 204,00 | 602,9       | 3         | 2:53,0           | 203,70 193,70 183,04 | 1:31:12,8           | 6:33,0          | 419,30 377,00 387,04 | 1183,34     |
| 7     | Finnland         | Sami Leinonen Jouko Parviainen Jyri Pelkonen          | 197,00 204,20 178,30 | 579,5       | 6         | 4:50,0           | 204,50 182,40 204,12 | 1:32:06,9           | 7:37,1          | 401,50 386,60 382,42 | 1179,52     |
| 8     | Japan            | Hideki Miyazaki Masashi Abe Kazuoki Kodama            | 181,30 177,40 180,70 | 539,4       | 9         | 8:10,0           | 207,74 205,48 195,84 | 1:34:06,7           | 9:26,9          | 389,04 382,88 376,54 | 1148,46     |
| 9     | Polen            | Tadeusz Bafia Stanisław Ustupski Janusz Guńka         | 203,50 151,10 176,90 | 531,5       | 10        | 8:50,0           | 210,70 208,66 194,94 | 1:34:20,5           | 9:40,7          | 414,20 359,76 371,84 | 1145,80     |
| 10    | Tschechoslowakei | Ján Klimko Miroslav Kopal Frantisek Repka             | 202,50 182,90 175,10 | 560,5       | 7         | 6:25,0           | 195,70 188,34 199,04 | 1:34:31,6           | 9:51,8          | 398,20 371,24 374,14 | 1143,50     |
| DNF   | Italien          | Francesco Benetti Stefano Lunardi Gian-Paolo Mosele   | 154,70 159,50 184,50 | 498,7       | 11        | 11:34,0          | DNS                  | DNS                 | DNS             | DNS                  | DNS         |
| DOP   | USA              | Kerry Lynch Joe Holland Pat Ahern                     | 209,60 210,70 152,00 | 572,3       | 7         | 5:26,0           | 211,54 198,24 198,08 | 1:31:28,7           | 6:48,9          | 421,14 408,94 350,08 | 1180,16     |

### Teilresultate Teamwettbewerb

#### Teilresultat Springen Normalschanze K90
| Platz | Start Nr. | Land             | Sportler                                              | Weiten [m]                          | Punkte Springer   | Punkte total | Zeit Diff. [min] |
| ----- | --------- | ---------------- | ----------------------------------------------------- | ----------------------------------- | ----------------- | ------------ | ---------------- |
| 1     | 3         | BR Deutschland   | Thomas Müller Hans-Peter Pohl Hermann Weinbuch        | 84,5 / 84,0 86,5 / 86,5 80,0 / 82,0 | 211,7 227,2 198,6 | 637,5        | 0.00,0           |
| 2     | 4         | Norwegen         | Trond-Arne Bredesen Torbjørn Løkken Hallstein Bøgseth | 83,0 / 82,0 83,5 / 84,5 83,0 / 83,5 | 200,6 207,4 204,3 | 612,3        | 2:06,0           |
| 3     | 11        | DDR              | Thomas Abratis Marko Frank Thomas Prenzel             | 77,5 / 79,0 85,5 / 83,0 85,5 / 87,0 | 183,3 204,0 215,6 | 602,9        | 2:53,0           |
| 4     | 6         | Sowjetunion      | Andrei Dundukow Allar Levandi Sergei Tscherwjakow     | 80,0 / 79,5 83,0 / 85,0 80,0 / 80,5 | 198,3 207,4 193,9 | 593,6        | 3:39,5           |
| 5     | 10        | Österreich       | Werner Schwarz Günter Csar Klaus Sulzenbacher         | 77,5 / 80,0 83,0 / 80,0 85,0 / 85,5 | 181,1 194,2 214,2 | 589,5        | 4:00,0           |
| 6     | 2         | Finnland         | Jyri Pelkonen Sami Leinonen Jouko Parviainen          | 80,5 / 83,0 78,5 / 75,5 840 / 84,0  | 197,0 178,3 204,2 | 579,5        | 4:50,0           |
| 7     | 1         | Tschechoslowakei | Frantisek Repka Miroslav Kopal Ján Klimko             | 84,0 / 82,0 76,5 / 78,5 76,5 / 76,0 | 202,5 182,9 175,1 | 560,5        | 6:25,0           |
| 8     | 8         | Schweiz          | Andreas Schaad Fredy Glanzmann Hippolyt Kempf         | 79,0 / 76,0 78,5 / 76,5 79,0 / 82,5 | 175,1 177,9 190,8 | 543,0        | 7:48,5           |
| 9     | 9         | Japan            | Kazuoki Kodama Masashi Abe Hideki Miyazaki            | 79,5 / 79,0 77,0 / 78,0 77,0 / 80,0 | 180,7 177,4 181,3 | 539,4        | 8:10,0           |
| 10    | 7         | Polen            | Janusz Guńka Stanisław Ustupski Tadeusz Bafia         | 77,5 / 78,0 71,5 / 75,5 82,5 / 84,0 | 176,9 151,1 203,5 | 531,5        | 8:50,0           |
| 11    | 12        | Italien          | Francesco Benetti Stefano Lunardi Gian-Paolo Mosele   | 71,0 / 72,0 75,0 / 71,5 80,0 / 79,0 | 154,7 159,5 184,5 | 498,7        | 11:34,0          |
| DOP   | 5         | USA              | Joe Holland Pat Ahern Kerry Lynch                     | 71,5 / 72,5 84,5 / 86,0 84,0 / 86,0 | 152,0 210,7 209,6 | 572,3        | 5:26,0           |

#### Teilresultat 3 × 10 km Langlaufstaffel
| Platz | Start Nr. | Land             | Sportler                                              | Start Diff. [min] | Zeit Etappe [min]       | Zeit Staffel [h] | Punkte Etappe           | Zeit im Ziel [h] | Zeit Diff. [min] |
| ----- | --------- | ---------------- | ----------------------------------------------------- | ----------------- | ----------------------- | ---------------- | ----------------------- | ---------------- | ---------------- |
| 1     | 1         | BR Deutschland   | Hermann Weinbuch Hans-Peter Pohl Thomas Müller        | 0.00,0            | 27:26,8 29:03,4 28:09,6 | 1:24:39,8        | 220,00 195,14 209,30    | 1:24:39,8        | 0:00,0           |
| 2     | 2         | Norwegen         | Hallstein Bøgseth Trond-Arne Bredesen Torbjørn Løkken | 2:06,0            | 28:53,7 27:21,4 27:43,5 | 1:23:58,6        | 202,62 209,54 214,52    | 1:26:34,6        | 1.24,7           |
| 3     | 4         | Sowjetunion      | Sergei Tscherwjakow Andrei Dundukow Allar Levandi     | 3:39,5            | 28:12,8 27:06,9 27:46,8 | 1:23:06,5        | 210,80 212,44 213,86    | 1:26:45,5        | 2:03,6           |
| 4     | 5         | Österreich       | Werner Schwarz Günter Csar Klaus Sulzenbacher         | 4:00,0            | 28:16,7 29:07,6 28:15,8 | 1:25:40,1        | 210,02 194,30 208,06    | 1:29:40,1        | 5:00,3           |
| 5     | 9         | Schweiz          | Hippolyt Kempf Andreas Schaad Fredy Glanzmann         | 7:48,5            | 27:58,2 26:59,1 27:16,1 | 1:22:13,4        | 27:56,2 26:59,1 27:16,1 | 1:29:59,4        | 5:19,5           |
| 6     | 3         | DDR              | Thomas Prenzel Thomas Abratis Marko Frank             | 2:53,0            | 28:48,3 29:10,6 30:20,9 | 1:28:19,8        | 203,70 193,70 183,04    | 1:31:12,8        | 6:33,0           |
| 7     | 6         | Finnland         | Jyri Pelkonen Sami Leinonen Jouko Parviainen          | 4:50,0            | 28:44,3 30:07,1 28:35,5 | 1:27:26,9        | 204,50 182,40 204,12    | 1:32:06,9        | 7.37,1           |
| 8     | 10        | Japan            | Hideki Miyazaki Masashi Abe Kazuoki Kodama            | 8:10,0            | 28:28,1 28:11,7 29:16,9 | 1:25:56,?        | 207,74 205,48 195,84    | 1:34:06,7        | 9:26,9           |
| 9     | 11        | Polen            | Tadeusz Bafia Stanisław Ustupski Janusz Guńka         | 8:50,0            | 28:13,3 27:55,8 29:11,4 | 1:25:20,5        | 210,70 208,66 194,94    | 1:34:20,5        | 9:40,7           |
| 10    | 8         | Tschechoslowakei | Frantisek Repka Miroslav Kopal Ján Klimko             | 6:25,0            | 29:28,3 29:37,4 29:00,9 | 1:28:06,6        | 195,70 188,34 199,04    | 1:34:31,6        | 9:51,8           |
| DNF   | 12        | Italien          | Francesco Benetti Stefano Lunardi Gian-Paolo Mosele   | 11:34,0           | DNS                     | DNS              | DNS                     | DNS              | DNS              |
| DOP   | 7         | USA              | Kerry Lynch Pat Ahern Joe Holland                     | 5:26,0            | 28:09,1 28:47,9 29:05,7 | 1:26:02,7        | 211,54 198,24 198,08    | 1:31:28,7        | 6:48,9           |